# Villa Carcina
Villa Carcina (pronuncia [ˈvilːa kaɾˈʧiːna], Vila Carsina in dialetto bresciano, pronuncia /ˈvila karˈsiːna/, localmente [ˈvilɑ kaɾˈhiːnɑ]) è un comune italiano di 10 745 abitanti della provincia di Brescia in Lombardia, nella bassa Val Trompia.
Il Comune di Villa Carcina è situato a Nord della città di Brescia ed è composto da 5 nuclei abitativi: Cailina, Carcina, Cogozzo, Pregno e Villa.

## Geografia fisica

### Territorio
Villa Carcina confina a nord con il comune di Sarezzo, a est con i comuni di Lumezzane e Concesio, a sud con il comune di Concesio, a ovest con i comuni di Brione e Gussago.
Il territorio comunale ha una superficie di 14,41 km².
È formato da una striscia centrale con andamento da nord a sud che costituisce il fondo valle al centro del quale scorre il fiume Mella. A est e ovest l'andamento del territorio è montuoso con quote che raggiungono mediamente 1.000 m.
Il monte più alto del comune è il monte Palosso con i suoi 1.158 m.

### Clima
Il clima di Villa Carcina è caratterizzato da inverni freddi con abbondanti nevicate nelle montagne limitrofe, e da estati calde.

## Origini del nome
- Villa significa casa di campagna o villa senza cinta in contrapposizione al castello che invece era circondato da mura anche se vi si può scorgere nella parte alta dell'abitato un resto di basamento di fortificazione
- Carcina, secondo alcune ipotesi, viene fatto derivare dal volgare Carectina o Caricetina, cioè luogo paludoso con giunchi, che in seguito fu bonificato dai Benedettini di Sant'Eufemia. Qui si trova la casa più antica di tutto il comune nei pressi della Chiesa parrocchiale, di proprietà della famiglia Frassine.
- Cailina viene da alcuni associato a casilina anche se in passato risulta chiamato come Caylina, Caiglina ecc. Intorno alla fine del XVIII secolo, quando ancora Carcina "alta" non esisteva, veniva definita come "il paese che per estimo territoriale superava Villa e Cogozzo assieme (Giovanni da Lezze, riportato in Villa carcina, un paese alle porte della Val trompia)". In seguito alla costruzione delle trafilerie in località Rassega questa percezione è andata perduta. Nel 1700 la sua popolazione viene definita "atta ai maneggi" ovvero, atta a creare situazioni poco chiare da cui ricavarne un certo vantaggio: il riferimento è al tentativo portato avanti sotto l'amministrazione veneta di uscire dal comune di Villa Cogozzo e di unirsi a San Vigilio per via degli sgarbi ricevuti dai concittadini che, senza curarsi di questa frazione, costruirono un unico ponte carrabile tra le opposte rive del Mella in vicinanza di Pregno, obbligando i cailinesi a passare più spesso tramite San Vigilio che Villa per arrivare al capoluogo provinciale. La chiesa di San Michele, di chiara origine longobarda, divenne parrocchiale con decreto vescovile del 15 febbraio 1963. Alcune fonti indicano che la chiesa non era l'unico centro di culto del paese ma che vi era in origine un secondo luogo di culto dedicato a San Nicola, la cui ubicazione è andata perduta lungo i secoli.
- Cogozzo, secondo alcune ricostruzioni significherebbe luogo a punta, riferendosi forse alla parte che sta alla chiesa di San Lorenzo sulla strada interna per Noboli, ove vi era probabilmente la strada romana che attraversava il Mella in frazione Noboli di Sarezzo, ove tuttora sorge un ponte romano ancora in uso. Era dimora a famiglie benestanti e vi ha sede l'acquedotto principale comunale (il comune ha circa 4-5 pozzi)
- Pregno: qui si hanno le prime documentazioni di un insediamento romano in valle, località Zignone, precedenti sia alla villa ritrovata a Cogozzo che all'acquedotto. Da questa località passava per l'appunto l'acquedotto romano, tuttora visibile sia qui che in un punto della triumplina in frazione Costorio a Concesio, che portava l'acqua potabile da Lumezzane alla città di Brescia. La tradizione vuole che fosse chiamato "Condotto del Diavolo" ed in un antico documento del 1300 veniva denominato "Cuniculum Priegni". Un'antica leggenda narra che i santi patroni Giovita e Faustino crebbero appunto nel castrum di Pregno in località Zignone. Altra nota d'interesse: Pendezza e Zignone furono le prime località mappate dagli ufficiali napoleonici.

## Storia
I primi abitanti della Valtrompia furono probabilmente tribù di ceppo ligure-euganeo, dette "Triumplini", che presero il nome alla Valle, essendovisi riparati dopo esser stati scacciati dalla zona di Brescia all'arrivo dei galli Cenomani. Di loro se ne conserva il ricordo nel "Trofeo delle Alpi" di La Turbie, in Francia, che commemora la vittoria dell'imperatore Augusto su 46 tribù alpine, avvenuta il 16 a.c. nel quadro della guerra retica, dove sono citati per primi. Questa popolazione ha lasciato dietro di se alcuni scarsi manufatti e notizie che ci sono pervenuti per tramite dei romani i quali indicano che avessero una lingua scritta, a differenza dei Celti che non lasciarono scritti, e che usassero l'alfabeto etrusco. Benché fossero presenti nella città di Brescia fin da prima del 196 a.C., i Romani si spinsero quindi nelle valli bresciane quasi due secoli dopo. 
D'epoca romana la principale testimonianza sono i numerosi tratti tuttora visibili dell'acquedotto romano, la cui costruzione risale al quarto decennio del primo secolo dopo Cristo. Al tracciato principale, che dalla fonte detta dell"Acqua Salsa" in territorio di Lumezzane proseguiva verso la città mantenendosi sulla sinistra orografica del Mella, fino al Cidneo, nel territorio di Villa Carcina va aggiunto anche un ramo "laterale", con partenza dalle sorgenti di Siviano fra gli abitati di Villa e Cogozzo, scoperto solamente nel corso degli anni '70 del secolo scorso. È materia incerta ma si crede che il Celato derivi da un tratto rotto dell'acquedotto romano nei pressi di Concesio. Il nome celato deriverebbe da Salsa e attraverso alcune corruzioni Celat.
Nel 402 il territorio bresciano venne travolto dalle orde gotiche di Alarico mentre nel 476 Odoacre, alla testa di un esercito di Eruli, conquistò la pianura padana portando alla fine dell'Impero e facendo entrare Brescia nel suo dominio. Nel 568 il territorio bresciano fu quindi conquistato dai goti e infine dai Longobardi che mantennero il potere fino all'anno 774, con la conquista da parte dei franchi di Carlo Magno. A partire da quel momento le valli, per via della presenza del ferro e delle relative entrate che il commercio di questo materiale assai pregiato comportava, divennero Demanio. Per quanto riguarda i resti fino a questo periodo, le principali tracce dell'epoca alto medievale riguardano la necropoli scoperta nel 1986 lungo l'attuale via Lazio e una Franca, un pezzo di lancia, nei pressi della fonte di Cogozzo. Più recente è invece il Castello, di cui ancora oggi restano alcuni resti nella località di Villa.
Nel periodo seguente la storia di Villa e di Carcina si lega strettamente a quella della Valle Trompia: Nel 1404 Pandolfo Malatesta concede al territorio da Carcina a Collio, esclusi Polaveno e la conca di Lumezzane, che saranno infeudati agli Avogadro, uno statuto ad hoc , questi statuti saranno poi revocati al ritorno della signoria milanese nel 1421.
A seguire,Il 17 marzo 1426, dopo un conciliabolo tenuto in Gussago, nel "loc de la Begia" tra i Averoldi, gli Avogadro, i Fenaroli ed altri, Brescia si rivoltò a Filippo Maria Visconti e si diede alla Repubblica di Venezia.
La Valtrompia, durante il governo veneto, a seguito della rinnovata concessione dello status di territorio separato nel 1436 godeva di esenzioni fiscali e relativa autonomia amministrativa. Ogni due anni, nel Palazzo Fontana, sede della Comunità di Valle, sito in Tavernole, i rappresentanti dei comuni valtrumplini eleggevano al governo della Valtrompia un Sindaco e un Vicario (che svolgeva anche funzioni di giudice civile). A Carcina, primo Comune della valle, era collocato l'arco di ingresso "Porta della Valtrompia": o che segnalava il passaggio dalla giurisdizione di Brescia a quella della Valle, entrata simile vi era a Cailina. Fungendo da casello daziario ( il dazio veneto venne abolito nel 1797) al calar del sole, i cancelli venivano regolarmente chiusi. Questo portale aveva al momento dell'abbattimento, durante il periodo austriaco, il portale aveva lo stemma che ora si può vedere sopra il portale di casa Frassine a Carcina. La giurisdizione, ancorché la sede fosse a Tavernole, aveva il centro politico tra Ponte Zanano, residenza del Capitanio di Valle. Durante tutto il periodo veneto le Vicinìe di Carcina e Villa vengono unite fiscalmente nella medesima quadra, sistema per il calcolo delle esazioni fiscali. Carcina era sede, come altri paesi, si veda Gardone, di una prigione veneta mentre le condanne penali venivano elargite da "cavalieri" ovvero giudici inviati dalla città a Tavernole e che avevano particolari esenzioni riguardo vitto e alloggio
Il 1512 è ricordato come l'anno del Sacco di Brescia a seguito della Congiura Avogadro. Promotore della congiura, la seconda contro gli occupanti francese fu Luigi Avogadro, collegata ai fatti di Venutra Fenaroli nella chiesa del Carmine, che faceva parte della stessa congiura, ma che non riuscì a mettersi in salvo. I rivoltosi, riuscirono in un primo tempo ad occupare la città costringendo i francesi a riparare nel Castello. I triumplini, capeggiati dagli Avogadro, proposero di prendere subito il castello, ma per motivi sconosciuti, forse ritenendo l'impresa troppo ardua ( il castello non aveva le fattezze attuali, il Gritti rifiutò, commettendo un errore grossolano quanto gravido di conseguenze. Le truppe veneziane, comandate dal Gritti licenziarono poi i triumplini per evitare scontri in città con la popolazione e quando Gaston de Foi venne a conoscenza dell'impresa, lasciò Bologna per dirigersi su Brescia. Alla notizia dell'arrivo del comandante francese, Gritti si avvide dell'errore commesso e richiamò quanti più triumplini possibile, non riuscendo che a racimolare uno sparuto gruppo. I francesi del Foix tornarono in otto giorni e i veneziani vennero presi da due fronti: da una parte la guarnigione del castello rinforzata da un gruppo di francesi entrata dalla porta del soccorso, scesi per Torrelunga, dall'altra i veneziani, i quali, nel tentativo di fuggire, aprirono la porta a Santi Nazaro e Celso e vennero quindi falcidiati e inseguiti per tutta la città dai francesi ivi penetrati. A nulla valse quindi il sacrificio della sparuta scolta di triumplini richiamati in fretta dal Gritti e collocati in Fiorano . I francesi, in seguito cedettero il governo di Brescia agli spagnoli e dopo una serie di cambi e giravolte di alleanze aiutarono i Veneziani a rientrare nell'ottobre 1816 in città. Il comune di Villa Carcina venne interessato dagli avvenimenti in quanto dall'ottobre del 1511 fu nel castello di villa, di pertinenza degli Avogadro, che vennero riuniti i valligiani favorevoli a Venezia, si racconta altresì  che fu un fabbro di Cogozzo ad aprire i cancelli ai Bresciani nella prima presa della città a porta san Nazaro.
Tornati nell'ambito della Dominante, il territorio segue senza particolari scossoni la parabola del governo veneto, se si esclude l'alluvione del 1527 del Mella, che fece crollare il ponte di Pregno. e la partecipazione di alcuni volontari alla guerra di Cipro e conseguente battaglia di Lepanto, in quota alla partecipazione bresciana
Si arriva così al 1797, allorquando avvenne la battaglia di Carcina in cui i valligiani ancora fedeli alla Serenissima, poi sconfitti, si scontraronoucontro le preponderanti forze franco-bresciane, la sommossa durerà fino a maggio ma il territorio comunale rimarrà da subito in salde mani repubblicane. A seguito del trattato di Campoformio dello stesso anno divenne territorio della Repubblica Cisalpina e condivise le sorti degli stati napoleonici successivi, come la Repubblica Italiana e il Regno d'Italia, fino alla caduta nel 1814.
Nel 1816 nasce a Pregno Serafina Regis, fondatrice dell'oratorio di Carcina. La Regis si dedicava ad opere caritatevoli in prima persona, soccorrendo misere donne del paese o ricamando per il corredo degli altari o commissionando opere d'arte per la parrocchiale. Desiderosa di creare un oratorio femminile in paese, nel 1853 termina i lavori di costruzione di una chiesetta in cui riunire le giovani.
Durante il Risorgimento ancorché la città di Brescia si distinse per la rivolta antiaustriaca delle Dieci giornate (marzo 1849) che, per la sua eroica resistenza, le valse l'appellativo datole da Aleardo Aleardi di "Leonessa d'Italia", in valle non vennero segnalate problematiche di alcun genere. Nel 1850 una spaventosa piena del Mella distrusse la valle, danneggiando le infrastrutture e le case da Tavernola a Brescia. Con la seconda guerra di indipendenza del 1859 il territorio bresciano passò al regno di Sardegna che divenne poi, nel 1861, Regno d'Italia.
In tale periodo nacquero importanti industrie sul territorio fra le quali spiccarono la Fonderia Glisenti a Carcina, la filatura Mylius di Cogozzo (poi Bernocchi), la Trafilerie Laminatoi Metalli.
Nel 1882 la Valtrompia fu collegata alla città da una linea tranviaria, che da Brescia proseguiva fino a Gardone Valtrompia (dal 1910 al 1934 fino a Tavernole) una linea che garantì per anni il collegamento e lo sviluppo economico della valle. Tale linea restò in uso fino agli anni cinquanta del secolo scorso.
Sempre nel 1882 un'esondazione del fiume Mella provocò l'invasione delle acque degli abitati di Cogozzo e Pregno e il ponte di Pregno venne addirittura travolto e distrutto.
Il 23 agosto 1890 è ricordata la visita alla Fonderia Glisenti di Re Umberto I, che giunse in tram, accompagnato da Giuseppe Zanardelli all'epoca ministro guardasigilli, accolto da una popolazione festante. Seguirono poi brevi soste anche a Villa e a Cogozzo, prima della prosecuzione del viaggio verso le fabbriche di armi di Gardone. Il viaggio venne organizzato dall'allora primo ministro al fine di convincere il sovrano a non spostare tutte le fabbriche d'armi a Terni, considerata più al sicuro in quanto lontana dal confine austriaco che correva sul lago d'Idro.
Nel 1935 circa, vennero eseguiti lavori stradali per l'apertura della nuova via dedicata all'industriale Francesco Glisenti. Sempre nel 1935 vengono condotti lavori di consolidamento al ponte di Villa Carcina.
Durante la prima guerra mondiale sulla vetta più alta del territorio comunale, il Monte Palosso (1.158 m), vennero realizzate delle piazzole d’artiglieria, un sistema di trincee a difesa delle stesse, una piccola casermetta e un deposito. La zona faceva parte della terza linea di difesa italiana e i manufatti avevano lo scopo non solo di arginare un possibile sfondamento delle linee da parte dell’esercito imperiale, ma anche di difendere la città da possibili incursioni aeree nemiche, come nei fatti avvenne.
Si giunge così al 1928: è con la pubblicazione nella Gazzetta Ufficiale del Regno d'Italia di sabato 21 gennaio 1928 del Regio Decreto 29 dicembre 1927, n. 2665 "Riunione dei comuni di Villa Cogozzo e Carcina in un unico comune denominato Villa Carcina" che si può dire abbia avuto inizio la storia del Comune. All'epoca la popolazione era pari a 4.535 unità, cifra che ben presto crebbe, per le numerose fabbriche del territorio che porteranno numerosi lavoratori ad insediarsi nel paese.
Durante la seconda guerra mondiale, dopo l'armistizio dell'8 settembre 1943, il territorio triumplino entrò a far parte della Repubblica Sociale Italiana.
Dopo il 1945 il Regno d'Italia lasciò spazio alla Repubblica Italiana e da allora la Valle Trompia si è distinta per l'operosità delle fabbriche locali che hanno dato lavoro a numerose persone.

### Simboli
Lo stemma è privo di un formale decreto di concessione ed è adottato e utilizzato liberamente dal Comune.
Ornamenti esteriori da Comune.»
Il gonfalone è un drappo di azzurro.

## Monumenti e luoghi d'interesse

### La Chiesa di San Rocco a Carcina
Il nucleo originario della piccola chiesa di San Rocco, a Carcina, doveva occupare presumibilmente l'attuale seconda campata della navata e il presbiterio. L'edificio originario, citato a partire dal 1567, probabilmente risale tra la fine del XV secolo e la prima metà del XVI, forse fondato per sciogliere un voto della comunità in onore di San Rocco di Montpellier, vissuto fra il 1346 e il 1376, il pellegrino francese invocato fin dal Medioevo come protettore dal terribile flagello della peste. L'edificio è poi citato negli atti della visita pastorale di San Carlo Borromeo del 1580, mentre nel 1582 il vescovo Giovanni Dolfin segnalò nel documento relativo allo stato dei lavori di miglioria dell'edificio che la chiesa era provvista di un'apertura a inferriata e di un portico antistante. Ulteriori lavori di sistemazione vennero eseguiti successivamente, probabilmente alla fine del XVIII secolo. Oggi all'interno della Chiesa si può ammirare la bella pala d'altare realizzata da Pietro Scalvini nel 1785, dedicata ai Santi Rocco, Pietro martire, Nicola da Tolentino e Sebastiano.

### La chiesa di San Rocco a Villa
Posta poco più in alto dell'abitato di Villa sorge la chiesetta dedicata a San Rocco, il santo protettore degli appestati, con ogni probabilità fondata a seguito di un'epidemia nella seconda metà del XV secolo. Tale Santuario viene citato ufficialmente per la prima volta nel 1512, all'interno di un testamento di un devoto. Tra il 1575 e il 1577, forse in seguito a una nuova epidemia di peste, la chiesa venne abbellita e ampliata e già nel 1580, come attestano gli atti della visita pastorale di San Carlo Borromeo, la chiesa era terminata. Fu l'occasione per concedere un'indulgenza plenaria decennale. Nel 1630, durante l'epidemia di manzoniana memoria, è probabile che l'edificio fosse utilizzato come lazzaretto, sia per la cura che per tener lontani i malati dal resto della popolazione, in modo da limitarne il contagio. La piccola sagrestia venne costruita pochi anni dopo, nel 1648. Nel corso del XVIII secolo la chiesa venne nuovamente ampliata e il campanile venne innalzato al livello ancor oggi presente. Un ultimo radicale restauro risale al recente 1989.

### La Chiesa di S.Lorenzo a Cogozzo
L'edificio tardo quattrocentesco (forse ampliato nel secolo XVII) sorge su una cappella medievale annessa a un ospizio della diaconia di San Lorenzo, dipendente dalla pieve di Concesio. Al culto del santo diacono era infatti associato quello di San Giacomo, l'apostolo patrono dei pellegrini. Particolarmente venerato è l'affresco votivo quattrocentesco della Madonna col Bambino, ora inglobato nel polittico seicentesco come pala d'altare, in una magnifica soasa lignea. Altre importanti tele sono collocate in splendide cornici di gusto popolare negli altari laterali, San Barnaba e San Gottardo di Antonio Cifrondi e la Madonna col Bambino e i Santi Firmo e Lorenzo di Francesco Paglia, citata nel suo trattato Il Giardino della Pittura; pregevole è anche l'organo del 1773, opera del celebre organaro veneto Gaetano Callido.

### Santella dei Morcc dé la Canònega
La santella dei Morcc dé la Canònega poco distante dal santuario di San Lorenzo, custodisce le spoglie degli appestati delle epidemie dei secoli XVI e XVII.

### Villa Glisenti

Villa Glisenti

La Villa, in stile liberty, venne edificata fra il 1905 e il 1906, e per anni fu residenza della famiglia Glisenti che dal 1859 era proprietaria del vicino stabilimento di Carcina. Divenuta di proprietà comunale, dopo alcuni lavori di adeguamento e ristrutturazione nel maggio del 1989 venne inaugurata quale polo culturale ed espositivo, ed ospitò fino al 2006 anche la Biblioteca del paese. Ora accoglie importanti mostre espositive ed è sede di appuntamenti culturali e conferenze. Un grande parco, con alberi secolari, giochi per bambini, un chiosco e tante attrezzature per lo svago, circonda la Villa stessa ed è sede di numerose manifestazioni nel periodo estivo.

### La Parrocchiale di Villa
Esempio dell’architettura del primo Settecento. Dedicata ai Santi Emiliano e Tirso, su progetto di Giovan Battista Marchetti, o forse di Antonio Turbino. Della precedente chiesa restano soltanto l’abside (ora abitazione del sacrestano) e la vecchia sacrestia (ora chiesetta). La chiesa attuale contiene tele di Pietro Natali e Pietro Scalvini e affreschi di Francesco Monti.

### La Parrocchiale di Carcina
Dedicata a San Giacomo, decorata con eleganti stucchi settecenteschi di Benedetto Porta, sorta nel luogo dov’era prima un ospizio medioevale. Fu ricostruita nel 1741-42 e completata nel 1782 con la facciata. Il campanile è opera di Francesco Lepreni. All’interno sono conservati dipinti di Stefano Viviani, Francesco Giugno, Antonio Paglia, Pietro Scalvini. Dalla sinistra del presbiterio si accede alla cappella Regis (1851), nota come Oratorio per le ragazze del paese di Villa Carcina; con una pala di Luigi Campini.

### La Parrocchiale di Cailina
Dedicata a San Michele Arcangelo, chiesa citata già nel 1420. L’attuale edificio è del 1951, mentre del precedente rimane il campanile romanico, oltre a qualche frammento di muratura e il vecchio pavimento sotto l'abside. Nella parte destra della navata sotto il campanile era presente una santella dedicata a San Nicola.
La pala dell’altare maggiore è di Francesco Paglia.

### Parrocchiale di Cogozzo
Dedicata a Sant’Antonio Abate, eretta nel 1953-56 su progetto di don Giuseppe Barcelli. Vi si trova, proveniente dalla vecchia chiesa, una pala seicentesca del veneziano Girolamo Pilotti. Inoltre due Angeli lignei di fine ‘600, un Crocifisso ligneo cinquecentesco e una Croce astile argentata del ‘700

### Chiesa di Sant’Antonio da Padova (Pregno)
A Pregno, ricostruita a inizio ‘700 su un antico oratorio, contiene una pala di Francesco Paglia.

### L'Acquedotto romano
L'acquedotto portava l'acqua potabile dalla Valle di Lumezzane (Val Gobbia) a Brescia. La sua costruzione risale al tempo di Augusto Tiberio. Non si conosce con precisione il periodo in cui rimase attivo. Qualcuno afferma che fu abbandonato da Teodorico (nel 495), altri invece sostengono che all'epoca di Gian Galeazzo Visconti (1385) fosse ancora utilizzato. Da Lumezzane Sant'Apollonio l'acquedotto percorreva la Val Gobbia e la Val Trompia per portare l'acqua a Brescia sul colle Cidneo, dove sorge il castello. In particolare, per il tratto Lumezzane-Pregno l'acquedotto era allo scoperto, mentre da Pregno a Costorio scorreva nel sottosuolo. Il cunicolo era costruito con struttura in pietra irregolare di piccole dimensioni. Resti dell'acquedotto furono trovati a Pregno (tuttora evidenti) presso la Serioletta nel tratto di strada di Via Pendezza. Tratti tuttora visibili dell'acquedotto si trovano nella zona immediatamente a nord di Pregno, in via Maravagne e a Costorio, già in territorio di Concesio. Un ramo secondario, che traeva acqua dalla fonte di Cogozzo è invece visibile in via Repubblica.

### Villa Sedaboni, ora Villa dei Pini
Edificata in stile tardo-neoclassico nel ‘700 è attualmente sede della Casa di Riposo. Complesso di villa e giardino molto piacevole, sebbene il restauro e le aggiunte, fatte con larghezza di mezzi attorno al 1925, ne abbiano arricchita la linea, un tempo ben più semplice e modesta. L'ingresso verso il paese è formato da un'arcata in pietra bugnata ed in essa si apre il portone; due grandi volute accompagnano il portale, ma sono di disegno pesante e scorretto. Il rimanente è moderno, compresa la cinta del giardino. Nella mappa catastale napoleonica del 1810, la villa è indicata come casa di villeggiatura con proprietario Sedaboni Giacomo q. Lorenzo. Il Sedaboni appartiene ad una facoltosa famiglia originaria di Pezzaze, sicuramente presente a Villa già agli inizi del secolo precedente, con beni considerevoli, in case e terreni. Nel 1963 la signora Capretti Colturi donava nel testamento al Comune la sua casa padronale con annesso parco per farne una casa di riposo, ora denominata “Fondazione Colturi – Villa dei pini”

### I parchi pubblici
Parchi, giardini ed altre aree a verde pubblico, nonché luoghi attrezzati per il relax, i percorsi pedonali, campi gioco per bambini, rappresentano un patrimonio a disposizione di tutta la cittadinanza del comune. Sono 4 i parchi presenti nel comune di Villa Carcina: quello di Villa, quello di Cailina, quello di Cogozzo e quello di Carcina (dove si trova Villa Glisenti).

### Il Ponte di Pregno
Lo storico ponte di Pregno, su cui fino al 1970 transitava la principale via di collegamento tra la città di Brescia, è un ponte in pietra a tre arcate tuttora visibile pochi metri a nord rispetto al più recente ponte carreggiabile. Un tempo rappresentava uno dei pochi punti di passaggio del fiume Mella in Valtrompia (tant'è vero che i più anziani chiamano ancora la località "Put Pregn", ovvero Ponte Pregno in dialetto locale) e a lungo fu presidiato da gabellieri che chiedevano un tributo per il suo passaggio. 

### La località montana di "Zignone"
Zignone, località posta in quota sopra Pregno, è caratterizzata da ampi prati e una villa rustica con chiesetta dedicata a Santa Teresa d'Avila (appartenuta a don Antonio Zappetti, che nella seconda metà del ‘700 fu parroco di Carcina).

## Società

### Evoluzione demografica
Abitanti censiti

## Economia
L'economia del paese era tutta basata sull'agricoltura del terreno e dei monti e da essa si ricavava, sia pure in minima parte, tutto il necessario per il sostentamento. Da quell'epoca derivano alcune denominazioni dei cortili delle case padronali che oggi si possono ancora in parte scorgere soprattutto a Cailina (Mensi e Bregoli in via IV Novembre) e Cogozzo nella parte vecchia.
Col passare del tempo, a cominciare dalla seconda metà del secolo scorso, sorsero diverse grosse industrie: nel 1859 la "Glisenti", nel 1889 il cotonificio "Mylius", divenuto in seguito Bernocchi e nel 1911 la "TLM" Trafilerie Laminatoi Metalli, che insieme fornivano lavoro ad oltre 3000 dipendenti.
Negli ultimi anni, con il declino della grande industria, sono sorte al loro posto delle officine metallurgiche, fonderie, rubinetterie e meccaniche varie. Per quanto riguarda l'artigianato sono molto diffuse le attività di lavorazione dei metalli, finalizzate soprattutto alla produzione di coltelli e armi da taglio.
Nel 1963 la signora Capretti Colturi donava nel testamento al comune la sua casa padronale con annesso il parco per farne una casa di riposo per anziani ora denominata "Villa dei Pini", mentre nel 1980 l'amministrazione comunale acquistò il parco annesso alla Villa Glisenti per farne un parco pubblico e in seguito acquistò anche la villa dove per diversi anni è stata ubicata la biblioteca comunale e dove frequentemente si tengono mostre d'arte e conferenze di vario genere.

## Amministrazione

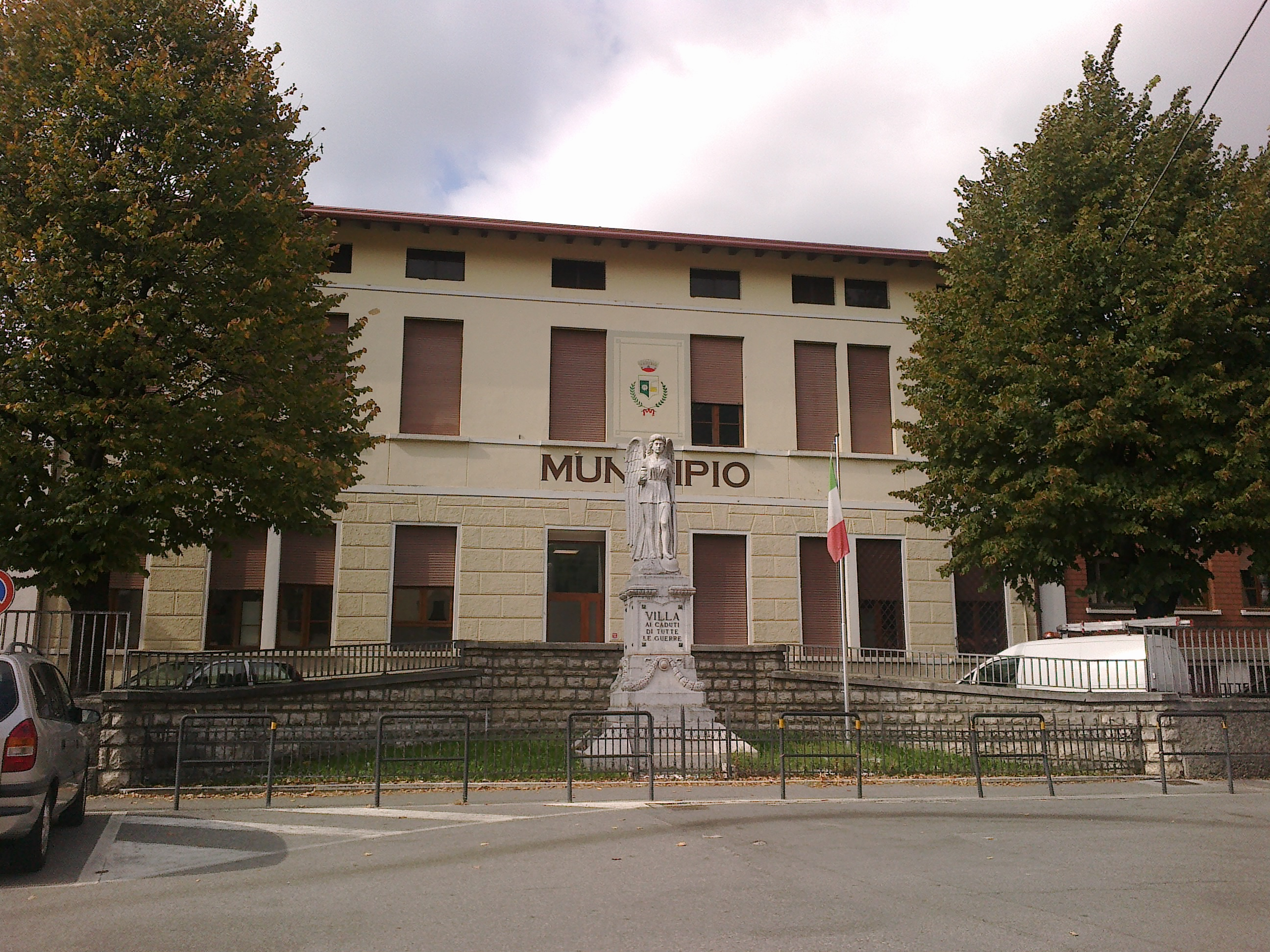
Il Municipio

| Periodo        | Periodo        | Primo cittadino     | Partito                 | Carica  | Note |
| -------------- | -------------- | ------------------- | ----------------------- | ------- | ---- |
| 8 giugno 2009  | 25 maggio 2014 | Gianmaria Giraudini | Il Popolo della Libertà | Sindaco |      |
| 25 maggio 2014 | 26 maggio 2019 | Gianmaria Giraudini | Patto per Villa Carcina | Sindaco |      |
| 26 maggio 2019 | in carica      | Moris Cadei         | Patto per Villa Carcina | Sindaco |      |

## Infrastrutture e trasporti

### Strade
Il comune è attraversato dall'ex Strada statale 345, ora denominata SP BS 345.

### Mezzi pubblici
Il servizio di trasporto pubblico è gestito da Arriva Italia, che collega la Val Trompia a Brescia attraverso le linee R-link 201 e 201-c.

### Tram

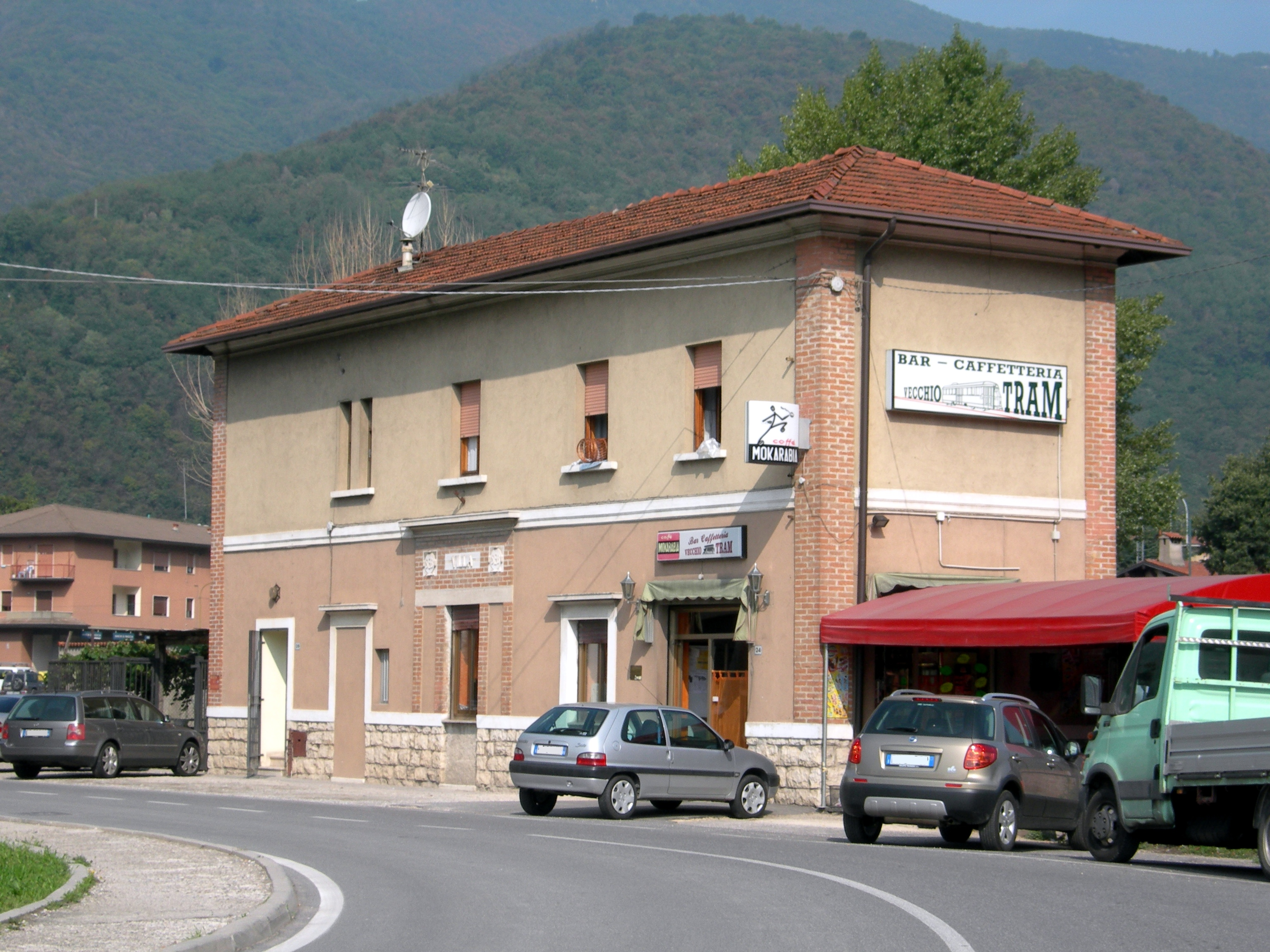
Vecchia stazione tranviaria

Fra il 1882 e il 1954 Carcina ospitò alcune fermate della tranvia della Val Trompia, a servizio della popolazione e del locale stabilimento.